# Meringium neesii
Meringium neesii là một loài dương xỉ trong họ Hymenophyllaceae. Loài này được B.Nair mô tả khoa học đầu tiên năm 1969.
Danh pháp khoa học của loài này chưa được làm sáng tỏ. 